# Nowogrodziec
Nowogrodziec (in tedesco Naumburg am Queis) è un comune urbano-rurale polacco del distretto di Bolesławiec, nel voivodato della Bassa Slesia.
Ricopre una superficie di 176,26 km² e nel 2004 contava 14 736 abitanti.

## Geografia antropica

### Frazioni
Oltre alla città di Nowogrodziec fanno parte del comune le seguenti località:
- Czerna (Tschirne, 1937–45 Tonhain)
- Gierałtów (Gersdorf a. Queis)
- Godzieszów (Günthersdorf)
- Gościszów (Gießmannsdorf)
- Milików (Herzogswaldau)
- Nowa Wieś (Neundorf)
- Ołdrzychów (Ullersdorf a. Queis)
- Parzyce (Paritz)
- Wykroty (Waldau/Oberlausitz)
- Zabłocie (Thiergarten)
- Zagajnik (Haidewaldau/Oberlausitz)
- Zebrzydowa (Siegersdorf)